# Liste der Kulturdenkmale in Mudau
In der Liste der Kulturdenkmale in Mudau sind unbewegliche Bau- und Kunstdenkmale aller Ortsteile von Mudau aufgeführt. Grundlage für diese Liste ist die vom Regierungspräsidium Karlsruhe herausgegebene Liste der Bau- und Kunstdenkmale mit Stand vom 15. Februar 2012.
Diese Liste ist nicht rechtsverbindlich. Eine rechtsverbindliche Auskunft ist lediglich auf Anfrage bei der Unteren Denkmalschutzbehörde der Gemeinde Mudau erhältlich.

## Allgemein
- Bild: Zeigt ein ausgewähltes Bild aus Commons, „Weitere Bilder“ verweist auf die Bilder im Medienarchiv Wikimedia Commons.
- Bezeichnung: Nennt den Namen, die Bezeichnung oder die Art des Kulturdenkmals.
- Lage: Straßenname und Hausnummer oder Flurstücknummer des Kulturdenkmals, gegebenenfalls auch den Ortsteil. Die Grundsortierung der Liste erfolgt nach dieser Adresse. Der Link (Karte) führt zu verschiedenen Kartendiensten mit der Position des Kulturdenkmals. Fehlt dieser Link, wurden die Koordinaten noch nicht eingetragen. Sind diese bekannt, können sie über ein Tool mit einer Kartenansicht einfach nachgetragen werden. In dieser Kartenansicht sind Kulturdenkmale ohne Koordinaten mit einem roten bzw. orangen Marker dargestellt und können durch Verschieben auf die richtige Position in der Karte mit Koordinaten versehen werden. Kulturdenkmale ohne Bild sind an einem blauen bzw. roten Marker erkennbar.
- Datierung: Baubeginn, Fertigstellung, Datum der Erstnennung oder grobe zeitliche Einordnung entsprechend des Eintrags in der zuständigen Denkmaldatenbank (Landesamt für Denkmalpflege Baden-Württemberg).
- Beschreibung: Kurzcharakteristik des Kulturdenkmals.

## Bau- und Kulturdenkmale der Gemeinde Mudau

### Donebach
Bau-, Kunst- und Kulturdenkmale in Donebach mit dem Dorf Donebach und der Hofreihe Ünglert (z. T. zur Gemarkung Steinbach):

| Bild | Bezeichnung | Lage                  | Datierung | Beschreibung | ID |
| ---- | ----------- | --------------------- | --------- | --- | -- |
|      | St. Josef   | Ünglertstraße (Karte) | 1928      | Pfarrkirche St. Josef. Die im Jahre 1928 errichtete Filialkirche St. Joseph in Donebach verfügt über ein dreistimmiges Geläut der Karlsruher Glockengießerei Bachert aus dem Jahr 1954. Die heutigen Kirchenfenster wurden 1975 von Emil Wachter geschaffen. |    |

### Langenelz
Bau-, Kunst- und Kulturdenkmale in Langenelz:

| Bild | Bezeichnung | Lage                     | Datierung | Beschreibung | ID |
| ---- | ----------- | ------------------------ | --------- | --- | -- |
|      | Kapelle     | An der Kapelle 6 (Karte) | 20. Jh.   | Kleine Kapelle, Bittkapelle, 20. Jahrhundert, verputztes Mauerwerk, Holzverblendung, u. -tür, Fliesen, Keramik, gemauertes, kleines, kaum begehbares Gebäude von rechteckigem Grundriss, Satteldach, Altartisch auf gesamter Breite des Innenraumes, drei Statuen (Pieta, sitzende Muttergottes mit Kind, Schutzmantelmadonna). |    |

### Mörschenhardt
Bau-, Kunst- und Kulturdenkmale in Mörschenhardt mit dem Dorf Mörschenhardt, dem Weiler Ernsttal und dem Schloss Waldleiningen:

| Bild | Bezeichnung           | Lage                    | Datierung | Beschreibung | ID |
| ---- | --------------------- | ----------------------- | --------- | --- | -- |
|      | Kapelle               | Ernsttaler Straße 38    | 1754      | Kapelle, 1754, Mauerwerk aus Buntsandstein, Holzstatue, kleines, begehbares Gebäude aus Sandsteinmauerwerk, rechteckiger Grundriss, Satteldach, Altar, Statue der Muttergottes mit Kind, Inschrift: (Türsturz) IOHAN ADAM BICHLER / SCHULTHDEIS DAHR 1754 (Zeichen). |    |
|      | Kapelle               | Preunschener Straße 25  | 1875      | Kapelle, 1875/1928/1987, verputztes Mauerwerk, Keramik, Holz, kleines, begehbares Gebäude, rechteckiger Grundriss, Satteldach, Maria Himmelskönigin, Inschrift: (innen über dem Türsturz) errichtet von F. K. Gramlich / mit M. Rosa geb. Trunk / 1875 / neuerbaut von J. J. Gramlich / mit Anna geb. Giebel / 1928 / erneuert von K. Gramlich / mit Rosemarie geb. Damm. 1998.                                                                         |    |
|      | Schloss Waldleiningen | Waldleiningen 8, 18, 20 | 1828-1842 | Schloss Waldleiningen, reich gegliederte Schlossanlage im Tudor-Stil, erbaut von Karl Brenner 1828–42, im Innern noch reiche originale Ausstattung; Ehemalige Stallungen und Remisen, eingeschossiger, dreiflügeliger Sandsteinbau mit Mittel- und Eckrisaliten, erste Hälfte des 19. Jahrhunderts; Forsthaus, eingeschossiger, dreifach übergiebelter Putzbau mit Eckrisaliten und zweiläufiger Treppe, Walmdach, 18./19. Jahrhundert; Schlosskapelle. |    |

### Mudau (Hauptort)
Bau-, Kunst- und Kulturdenkmale im Hauptort Mudau mit dem Dorf Mudau, dem Weiler Untermudau, dem Ort Siedlung „Neue Heimat“ und dem Wohnplatz Unterferdinandsdorf (Reisenbachergrund):

| Bild           | Bezeichnung         | Lage                                | Datierung | Beschreibung | ID |
| -------------- | ------------------- | ----------------------------------- | --------- | --- | -- |
|                | Bahnhof             | Bahnhofstraße 3 (Karte)             | 1905      | Ehem. Bahnhof der Bahnstrecke Mosbach–Mudau, 1905 eröffnet. |    |
|                | St. Pankratius      | Kirchbrücke 1 (Karte)               | 1510      | Katholische Pfarrkirche St. Pankratius, Kirchhof, Einschiffige Langhauskirche mit polygonalem Chor und Westturm von 1510. Westfassade mit Pilastern, Segment- und Dreiecksgiebel, bezeichnet am rechten Pilaster 1791. Zugehörend Kirchhof mit Treppenaufgang und alten Mauerresten, am Chor: Grabstein, bezeichnet 1571, Grabstein von 1629. Bildstockfragment von 1687. (Sachgesamtheit).                                                                |    |
|                | Kreuzweg            | Pfarrer-Ackermann-Straße / Kreuzweg | 1967      | Ein vierzehn Stationen umfassender Kreuzweg von 1967. |    |
| Weitere Bilder | 1. Kreuzwegstation  | Kreuzweg                            | 1967      | 1. Kreuzwegstation eines vierzehn Stationen umfassenden Kreuzwegs. |    |
| Weitere Bilder | 2. Kreuzwegstation  | Kreuzweg                            | 1967      | 2. Kreuzwegstation eines vierzehn Stationen umfassenden Kreuzwegs. |    |
| Weitere Bilder | 3. Kreuzwegstation  | Kreuzweg                            | 1967      | 3. Kreuzwegstation eines vierzehn Stationen umfassenden Kreuzwegs. |    |
| Weitere Bilder | 4. Kreuzwegstation  | Kreuzweg                            | 1967      | 4. Kreuzwegstation eines vierzehn Stationen umfassenden Kreuzwegs. |    |
| Weitere Bilder | 5. Kreuzwegstation  | Kreuzweg                            | 1967      | 5. Kreuzwegstation eines vierzehn Stationen umfassenden Kreuzwegs. |    |
| Weitere Bilder | 6. Kreuzwegstation  | Kreuzweg                            | 1967      | 6. Kreuzwegstation eines vierzehn Stationen umfassenden Kreuzwegs. |    |
| Weitere Bilder | 7. Kreuzwegstation  | Kreuzweg                            | 1967      | 7. Kreuzwegstation eines vierzehn Stationen umfassenden Kreuzwegs. |    |
| Weitere Bilder | 8. Kreuzwegstation  | Kreuzweg                            | 1967      | 8. Kreuzwegstation eines vierzehn Stationen umfassenden Kreuzwegs. |    |
| Weitere Bilder | 9. Kreuzwegstation  | Kreuzweg                            | 1967      | 9. Kreuzwegstation eines vierzehn Stationen umfassenden Kreuzwegs. |    |
| Weitere Bilder | 10. Kreuzwegstation | Kreuzweg                            | 1967      | 10. Kreuzwegstation eines vierzehn Stationen umfassenden Kreuzwegs. |    |
| Weitere Bilder | 11. Kreuzwegstation | Kreuzweg                            | 1967      | 11. Kreuzwegstation eines vierzehn Stationen umfassenden Kreuzwegs. |    |
| Weitere Bilder | 12. Kreuzwegstation | Kreuzweg                            | 1967      | 12. Kreuzwegstation eines vierzehn Stationen umfassenden Kreuzwegs. |    |
| Weitere Bilder | 13. Kreuzwegstation | Kreuzweg                            | 1967      | 13. Kreuzwegstation eines vierzehn Stationen umfassenden Kreuzwegs. |    |
| Weitere Bilder | 14. Kreuzwegstation | Kreuzweg                            | 1967      | 14. Kreuzwegstation eines vierzehn Stationen umfassenden Kreuzwegs. |    |
|                | Fatima-Kapelle      | Kreuzweg                            | 1850/1967 | Fatima-Kapelle am Ende eines vierzehn Stationen umfassenden Kreuzwegs. Ursprünglich vom Färber Wilhelm Mai um 1850 errichtet, wurde die Kapelle 1967 an den heutigen Standort am Rand des „Pfarrwaldes“ verlegt. Im gleichen Jahr entstand dort auch ein Kreuzweg, der von der Siedlung bis zur Kapelle führt. Alljährlich feiert die Kolpingsfamilie Mudau hier eine Maiandacht. Die Kolpingsfamilie hat auch die Patenschaft für die Kapelle übernommen. |    |
|                | Bildstock           | Schloßauer Straße 2                 | 1718      | Bildstocksonderform, 1718, roter Sandstein, flacher Sockel, vierkantiger, abgefaster Schaft, auf drei Seiten durchbrochener Aufsatz, Bekrönungskreuz, Inschrift: (Schaft) ADSR / ANNO / 1718. |    |
|                | Schulhaus           | Schloßauer Straße 2 (Karte)         | 1900      | Ehem. Schulhaus, heute Rathaus, zweiflügelige Holztüre mit Ovalscheiben, Girlanden und Massivgewände, typische Formen eines einfachen, neuen Klassizismus, um 1900, im Inneren Brunnen aus Keramik, östliche Nebentreppe mit Holztreppengeländer (Ostflügel). |    |

### Reisenbach
Bau-, Kunst- und Kulturdenkmale in Reisenbach mit dem Dorf Reisenbach und dem Weiler Reisenbacher Grund:

| Bild | Bezeichnung | Lage            | Datierung | Beschreibung | ID |
| ---- | ----------- | --------------- | --------- | --- | -- |
|      | Hofkapelle  | Kohlhofstraße 5 | 1775      | Hofkapelle, 1775 (teils erneuert), versetzt, mit Altar von 1791 in bäuerlichen Barockformen, Mauerwerk mit rotem Sandstein abgesetzt, Holz, Sandstein, Stuck, kleines Gebäude, rechteckiger Grundriss, Satteldach, Rundbogentür, darin ein mehrteiliger Altar mit Holzrelief, Maria Hilf, Inschrift: (Medaillon oben am Altar) EX VOTO / PETER GEIER / VND AGNES DE / SEN HAVSFRAV / ANO 1791 (im Rundbogen über der Tür) Jahreszahl mit Herz und Kreuz. |    |

### Rumpfen
Bau-, Kunst- und Kulturdenkmale in Rumpfen:

| Bild | Bezeichnung | Lage          | Datierung | Beschreibung | ID |
| ---- | ----------- | ------------- | --------- | ------------ | -- |
|      | Bildstock   | L 585 (Karte) |           | Bildstock    |    |

### Scheidental
Bau-, Kunst- und Kulturdenkmale in Scheidental mit den Dörfern Oberscheidental und Unterscheidental:

| Bild | Bezeichnung | Lage                  | Datierung | Beschreibung | ID |
| ---- | ----------- | --------------------- | --------- | --- | -- |
|      | Kapelle     | Reisenbacher Straße 7 | 1765      | Kapelle, Lenzkapelle oder Marienkapelle, 1765, roter Sandstein und roter Ton, kleines gemauertes Gebäude, rechteckiger Grundriss, Satteldach, Muttergottes mit Kind, Inschrift über der Tür und auf der Inschriftenplatte. |    |
|      | Kapelle     | Schulweg 2            | 1922      | Ehrenhain für die Gefallenen des 1. Weltkriegs mit Kapelle und Gedenksteinen, 1922; Kapelle aus verputztem Mauerwerk, Sandstein und Stuck, beiderseits der Tür Nischen mit Statuen, Altar mit Wandrelief, Kreuzigungsszene, Maria Himmelskönigin, Herz Jesu und hl. Bartholomäus, Josef und Antonius, Inschrift: ICH HABE MEIN LEBEN FÜR EUCH GEGEBEN. |    |

### Schloßau
Bau-, Kunst- und Kulturdenkmale in Schloßau mit den Dörfern Schloßau und Auerbach (Waldauerbach):

| Bild | Bezeichnung            | Lage          | Datierung | Beschreibung | ID |
| ---- | ---------------------- | ------------- | --------- | --- | -- |
|      | Bildstock              | L 524         | 1760      | Kapellenbildstock, 1760, Mauerwerk, roter Sandstein, Ziegeldach, Keramik, kleines Gebäude mit Satteldach, kleiner, nicht begehbarer Innenraum, Altartisch mit Inschriftenplatte, Pietastatue, Inschrift: (Altar) KEIN KIND / SO LIEB KEIN SCHMERTZ / SO GROS: ALS JESVS AVF / SEINER MVTTER SCHOSS / VALENTIN MVLER SCHVLDEIS / ZV WALDAVERBACH VND / BARBARA SEINE HAVSFRAV / SEC HAIBEN DIESES / MACHEN LASEN (in den Ecken der Inschriftentafel außerhalb des ovalen, tiefer gelegenen Bereichs mit Inschrift: 1760). |    |
|      | Waldkapelle Maria Hilf | Schulstraße 2 | 1876      | Kapelle, Waldkapelle Maria Hilf, 1876, Mauwerk aus rotem Sandstein, kleines, begehbares Gebäude, achteckiger Grundriss, oktogonales, pyramidenförmiges Dach mit kleinem oktogonalem Türmchen. |    |

### Steinbach
Bau-, Kunst- und Kulturdenkmale in Steinbach mit dem Dorf Steinbach und dem Weiler Ünglert (z. T. zur Gemarkung Donebach):

| Bild           | Bezeichnung     | Lage                     | Datierung | Beschreibung | ID |
| -------------- | --------------- | ------------------------ | --------- | --- | -- |
| Weitere Bilder | Scholzenkapelle | Im Mühlengrund 5 (Karte) | 1778      | Kapelle, 1778 und 1871, Mauwerk aus rotem Sandstein, Holzreliefs, Ziegel, kleines, begehbares Gebäude von rechteckigem Grundriss und mit Satteldach, Altartisch, Wandreliefs, Maria Hilf, Hl. Valentinus (links), Hl. Wendelinus (rechts), mit originalem Türblatt, Inschrift: (Inschriftentafel am Altar) SEBAStIAN / MÜLLER VND EVA SEI= / NE HAVSFRAV HAEN / DIESES BILTHEUSLEIN MA= / CHEN LASEN (in den Ecken) 1-7-7-8. |    |